# Sirotinjsko carstvo
Sirotinjsko carstvo je osmi studijski album srpskog garage rock/punk rock sastava Partibrejkers, kojeg je objavila izdavačka kuća Odličan Hrčak 2015. godine. 

## Popis pjesama
Tekstovi: Zoran Kostić, glazba: Nebojša Antonijević.
| Br. | Skladba                | Trajanje |
| --- | ---------------------- | -------- |
| 1.  | »Ne mogu da kapiram«   | 3:58     |
| 2.  | »Sitna lova«           | 3:02     |
| 3.  | »Ljubav ne zaboravlja« | 3:53     |
| 4.  | »Svakog dana«          | 3:22     |
| 5.  | »Vrtim se«             | 5:16     |
| 6.  | »Sirotinjsko Carstvo«  | 3:59     |
| 7.  | »Krš i lom«            | 7:41     |
| 8.  | »Šta radiš?«           | 2:38     |
| 9.  | »I to malo«            | 3:18     |
| 10. | »Da li put znaš«       | 3:01     |
| 11. | »Paranoje«             | 7:01     |

## Učestvovali na albumu
Partibrejkers
Dodatno osoblje
- Vasil Hadžimanov — klavijature
- Nemanja Aćimović — bubnjevi
- Robert Radić — bubnjevi
- Feđa Frenklin — udaraljke
- Dejan Matekalo — dizajn

## Vanjske poveznice
- Sirotinjsko carstvo na Discogs